# 페데리코 다 몬테펠트로
페데리코 다 몬테펠트로(Federico da Montefeltro, 1422년 6월 7일 ~ 1482년 9월 10일)는 페데리코 다 몬테펠트로 3세로도 알려져 있으며, 이탈리아 르네상스 시기 가장 성공적인 용병 대장(콘도티에로) 중 한 사람이었다. 1444년부터(공작으로서는 1474년부터) 사망할 때까지 우르비노의 군주로 군림했고, 우르비노의 군주들 중에서 지적인 휴머니스트이자 무예와 영예에서도 가장 뛰어났다는 평가를 받는다. 그는 자신의 스크립토리움에서 일하던 필경사들을 포함해 바티칸 다음으로 이탈리아에서 가장 큰 대도서관 건설을 의뢰하였고, 우르비노 공작 저택 두칼레 궁전에서 루차노 라우라나와 프란체스코 디 조르조 마르티니를 중심으로 그 자신을 포함한 대규모의 큰 인문주의자 모임 조직했다.

## 생애

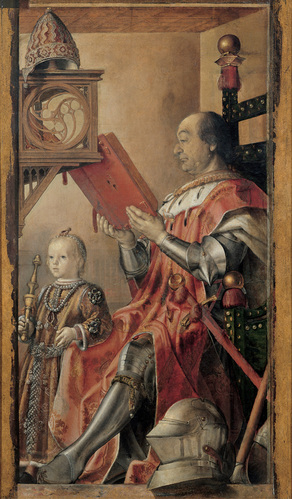
페데리코 다 몬테펠트로와 그의 아들 구이도발도 (c. 1475년 추정, 요스 반 겐트 또는 페드로 베루게테작).

페데리코는 스폴레토의 공작이자 우르비노, 구비오, 카스텔두란테의 군주인 구이단토니오 다 몬테펠트로의 사생아로서 구비오의 페트로이아 성에서 태어났다. 2년 뒤, 교황 마르티노 5세가 자신의 조카딸 카테리나 콜론나를 구이단토니오 다 몬테펠트로의 아내로 인정하면서, 페데리코는 합법적인 아들로 인정받게 되었다.
1433년 '페라라 평화 조약'(롬바르디아 전쟁을 보라)의 결과, 그는 볼모로 베네치아와 만토바에서 거주했다. 1437년, 신성 로마 황제 지기스문트에게 기사 작위를 수여받았고, 같은 해에 구비오에서 젠틸레 브란칼레오니(Gentile Brancaleoni)와 혼인 하였다.
16세 나이에 그는 니콜로 피치니노 하에서 콘도티에로로서 경력을 시작했다. 1441년에 성 레오 성(castle of St. Leo)을 정복한 사건이 그를 유명하게 만들었고, 그는 남은 생에를 이 성에서 보냈다. 피치니노와 결별한 이후, 그는 페사로(Pesaro)로 가, 마르케에서 리미니의 군주 시지스몬도 판돌포 말라테스타를 상대로 방어전을 펼쳤다.
1444년 7월 22일, 교황 에우제니오 4세에 의해 우르비노 공작이 된 그의 배다른 형제 오단토니오 다 몬테펠트로가 밝혀지지는 않은 (아마도 페데리코가 개입했으리라 추정되는) 음모 속에서 암살되었고, 그 뒤에 우르비노는 포위를 당하게 되었다. 경제적 상황은 악화되고 있었지만, 페데리코는 콘도티에로서 전쟁을 벌였다. 그의 첫 용병계약은 프란체스코 1세 스포르차와였으며, 당시 페데리코는 300명의 기사들을 거느린 콘도티에로 중 한 명으로서, 부하들에게 충성심을 갖게 한다는 평판이 있었다. 절대로 무보수로 싸운적이 없는 페데리코는 스포르차 가문과 13,000 플로린에 계약한다. 시지스몬도 판돌포 말라테스타를 분노하게 하던 포솜브로네를 그의 소유로 받는 조건에 스포르차의 페사로 통치를 위해 이동을 하게 되었다. 페데리코의 노력에도 불구하고, 마르케에서 스포르차 가문은 다음 해에 지배권을 상실해버리고 말았다. 스포르차 가문이 롬바르디아 지역에서 떠날때, 시지스몬도는 포솜브로네에서 폭동을 일으켰는데, 페데리코는 3일만에 이것을 진압한다.

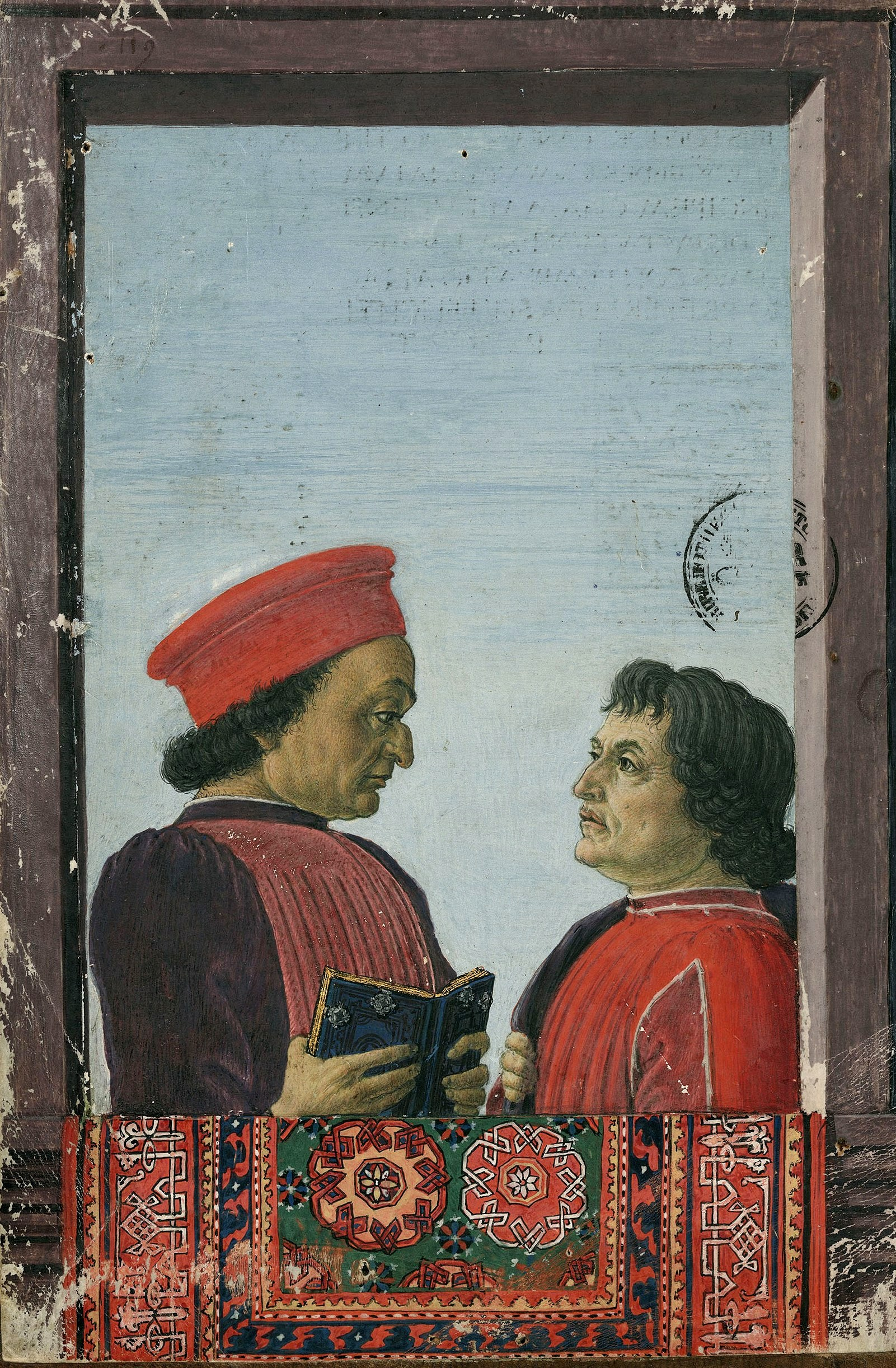
페데리코 몬테펠트로와 인문주의 작가 크리스토포로 란디노 (동양산 융단의 르네상스 회화(15세기 작품).

피렌체에서 6년을 일한 뒤, 페데리코는 당시 밀라노의 공작 가문이던 스포르차 가문에 고용된다. 하지만 그는 마상대회에서의 부상으로 오른쪽 눈을 잃으면서, 임무 수행에 차질을 빚게 되었다. 그는 남은 생 동안 어마어마하고 흉측한 상처를 오늘쪽 얼굴에 지니게 되었고, 이로 인해 그의 초상화를 그릴때는 "좋은"면, 곧 왼쪽 얼굴만을 그리게 되었다. 그는 이 부상으로 스포르차 하에서 지위를 얻는데 이익을 얻었다. 그 때문에, 1451년 10월에 페데리코는 대신 나폴리의 군주인 아라곤의 알폰소 5세의 제안을 받아들여, 피렌체를 상대로 전쟁을 벌인다. 오른쪽 눈을 잃은 후, 음모에 익숙하고 《군주론》을 쓴 니콜로 마키아벨리에게 인상을 받은 지도자 중 하나인 페데리코는 그의 콧대(그 사건으로 인해 다쳤던)를 제거하는 외과 수술을 하였다. 이 수술로 그의 시야가 현저하게 개선되었고, 암살 시도에 덜 취약하게 해주었으며, 야전 사령관으로서 그의 장점을 회복시켜주어, 그후 그의 성공적인 경력을 할 수 있게 하였다.
1453년에 나폴리 군대가 말라리아로 타격을 입었고, 페데리코 자신도 그의 건강한 눈을 잃을 뻔 하였다. 다음 해에 로디 조약으로 그의 군사 지휘관으로서 능력을 보일 기회를 빼앗기고 말았다. 1458년에 알폰소 5세와 그의 총애를 받던 사생아 부온콘테(Buonconte)가 세상을 뜨면서, 페데리코의 분위기를 일으켜 주지 못 하였다. 그의 운은 페데리코를 문화인라며 호감을 지니던 교황 비오 2세가 교황으로 선출되고 그를 신성 로마 교회의 곤팔로니에레로 선언하면서 회복되었다. 나폴리 왕국에서 일부 주목할만한 업적을 거둔 후, 그는 말라테스타를 상대로 마르케에서 싸웠고, 세니갈리아 인근 체사노 강(1462년)에서 철저하게 그를 격퇴시켰다. 다음 해 그는 파노와 세니갈리아를 함락시켰고 시지스몬도 판돌포를 포로로 붙잡았다. 교황은 정복한 영토의 사제로 그를 임명하였다.

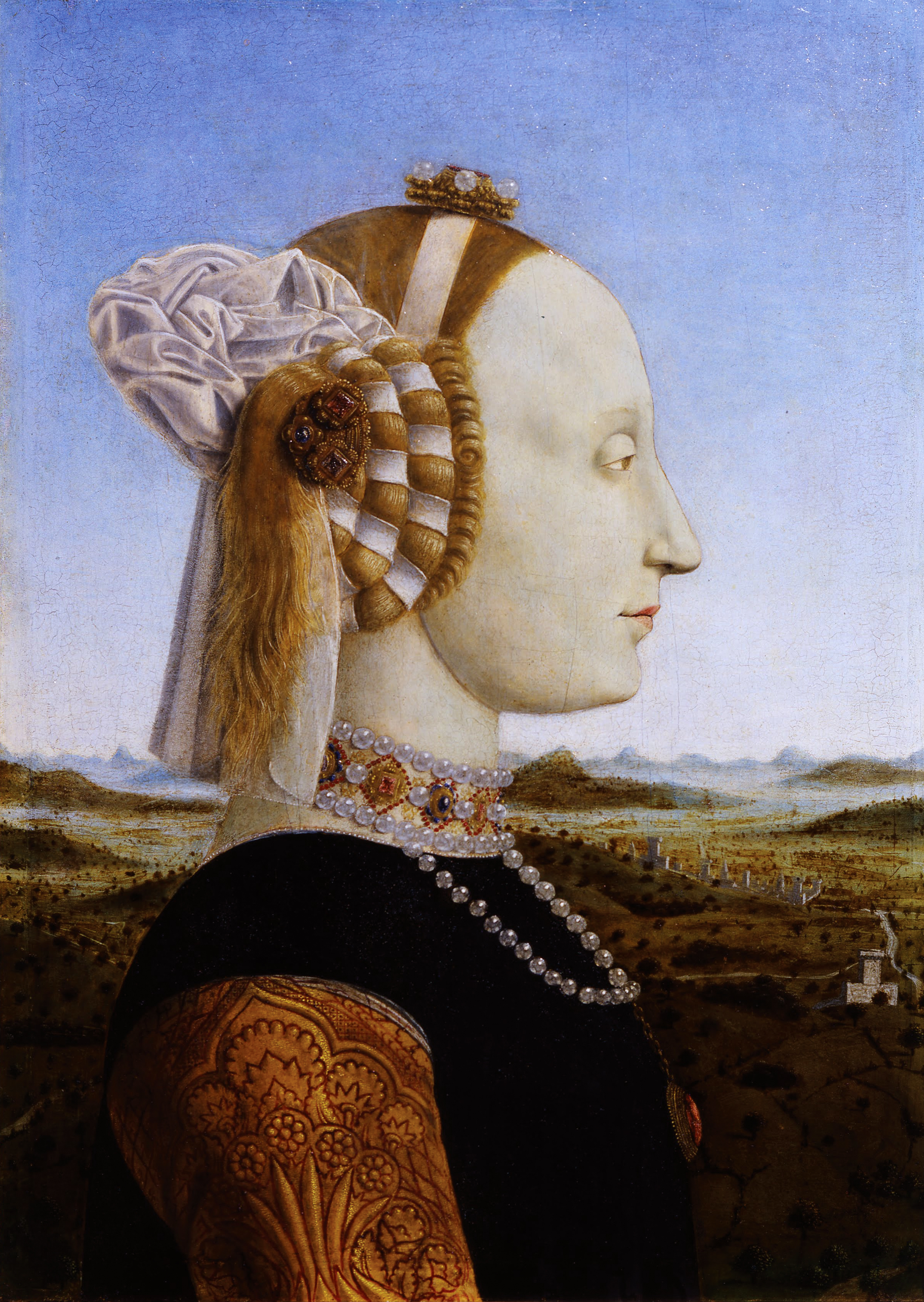
우르비노 공작 부인 바티스타 스포르차(피에로 델라 프란체스카작의 초상화).

1464년, 신임 교황 교황 바오로 2세는 교황이 지배하던 라치오 북부 지역을 점거한 안구일라라 가문을 몰아내기 위해 페데리코를 부른다. 다음 해, 그는 로마냐의 체세나, 베르티노로를 함락시킨다. 1466년에 프란체스코 스포르차가 사망하자, 페데리코는 그의 동생 갈레아초 스포르차를 도왔고, 또한 바르톨로메오 콜레오니를 상대로 전투를 벌이기도 하였다. 1467년 몰리넬라 전투에 참여했다. 1469년 시지스몬도 판돌포가 사망하자, 바오로 2세는 리미니를 차지하기 위해 그를 보냈으나, 리미니에서 교황의 힘이 지나치게 강하게 되어 자신의 본진인 우르비노 역시도 위협 받을 것을 우려하여 리미니를 점거한다. 1469년 8월 30일에 교황의 군대를 격퇴시킨 후, 그는 시지스몬도의 아들 로베르토 말라테스타에게 리미니를 양도한다.
이 사태는 페데리코의 딸 조반나(Giovanna)와 결혼한 자신의 총애하던 조카 조반니 델라 로베레를 둔 교황 식스토 4세가 교황으로 선출되면서 해결되었고, 1474년에 페데리코를 공작으로 임명하였으며, 그의 또 다른 딸 엘리사베타(Elisabetta)를 로베르토 말라테스타와 결혼시켰다. 당시 그는 그의 옛 후원자들인 피렌체를 상대로 싸웠고, 교황이 그를 몰아내고 교황의 친척인 지롤라모 리아리오를 위해 우르비노를 넘겨주려던 시도도 저지시켜냈다. 1478년에 그는 파치 음모에 연루됐었다.
하지만 25살의 나이에 일곱 번째 아이를 낳고 회복되지 못한 그의 사랑받는 둘째 아내 바티스타 스포르차(엘리사베타 말라테스타[Elisabetta Malatesta]와 알레산드로 스포르차의 딸)가 사망한 후, 페데리코는 대부분의 시간을 궁전에서 보냈다. 1482년에 그는 에르콜레 1세 데스테가 베네치아를 상대로 일으킨 전쟁에 그의 군대를 지휘하기 위해 왔지만, 고열로 인해 쓰러져 9월 페라라에서 사망한다.
페데리코의 아들 구이도발도는 만토바의 군주인 페데리코 1세 곤차가의 뛰어나고 학식있는 딸인 엘리사베타 곤차가와 결혼하였다. 1508년, 구이도발도의 사망으로 우르비노의 공작직은 교황 가문인 델라 로베레 가문에게 넘어간다. 구이발도가 후손이 없이 죽자 조카 프란체스코 마리아 1세 델라 로베레가 우르비노 공작을 이어 받았다.

## 르네상스인

몬테펠트로 가문의 문장

"이탈리아의 빛"이라는 별명을 지닌 페데리코는 문화 계몽에 기여한 이탈리아 르네상스 역사의 중요한 인물이였다. 그는 그의 인문주의적 교육 원칙을 통해서, 자신의 소국에 정의와 안정을 주려고 하였다. 그는 바티칸 외부에 있는 최고의 종합 도서관을 짓기 위해서, 그의 스크립토륨에 최고의 복사가들과 편집자들을 고용하였고, 초창기에 교육을 받던 라파엘로 산치오 같은 예술가들을 후원하였다. 그는 글작가 크리스토포로 란디노의 후원자이기도 하였다.

페데리코는 구비오와 우르비노에 있는 자신의 궁전에 스투디올로(사색 또는 연구를 하던 작은 서재)를 주문하였는데, 두 스투디올로는 마커트리로 장식을 한 트롱프 뢰유로 유명하다. 전자는 여전히 현위치에 있고, 후자는 메트로폴리탄 미술관에서 소장중이다. 
.

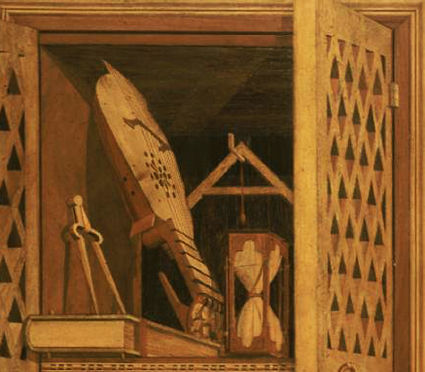
페데리코 다 몬테펠트로의 구비오 스투디올로의 모습

페데리코는 전사하거나 부상을 당한 병사들을 신경썼으며, 그 예로 병사들의 딸들에게 지참금을 주었다. 그는 종종 우르비노 거주민들의 행복을 알고 싶어해 상점들이 있는 무장과 호위 없이 우르비노의 거리를 산책했었다. 옛 그리스에서 정의했던 것처럼 우르비노의 남성들인, 모든 "시민들"은 신분에 상관없이 평등하였다. 그의 학문적 관심은 고전학이였으며, 그 중 특히 역사와 철학이였다.
그의 개인적이고 전문적인 모든 성과물들은 용병 활동을 통해 재원받았다. 병사들의 복지에 대한 헌신으로, 그의 병사들은 대단히 충성깊었고, 놀랍게도 그는 전쟁에서 단 한번도 패배한 적이 없었다. 그는 대부분의 군장들을 달고 있었다. 잉글랜드의 에드워드 4세는 그에게 가터 훈장을 내려주었으며, 그는 페드로 베루게테가 그린 초상화에서 그의 왼쪽 무릎에 가터 훈장을 달고 있다.

## 같이 보기

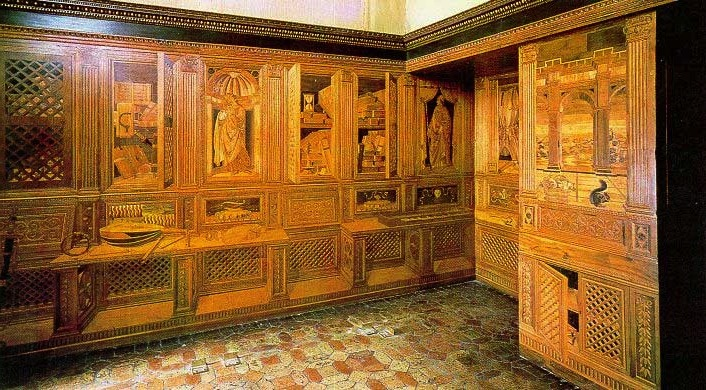
페데리코 3세 다 몬테펠트로의 작은 서제

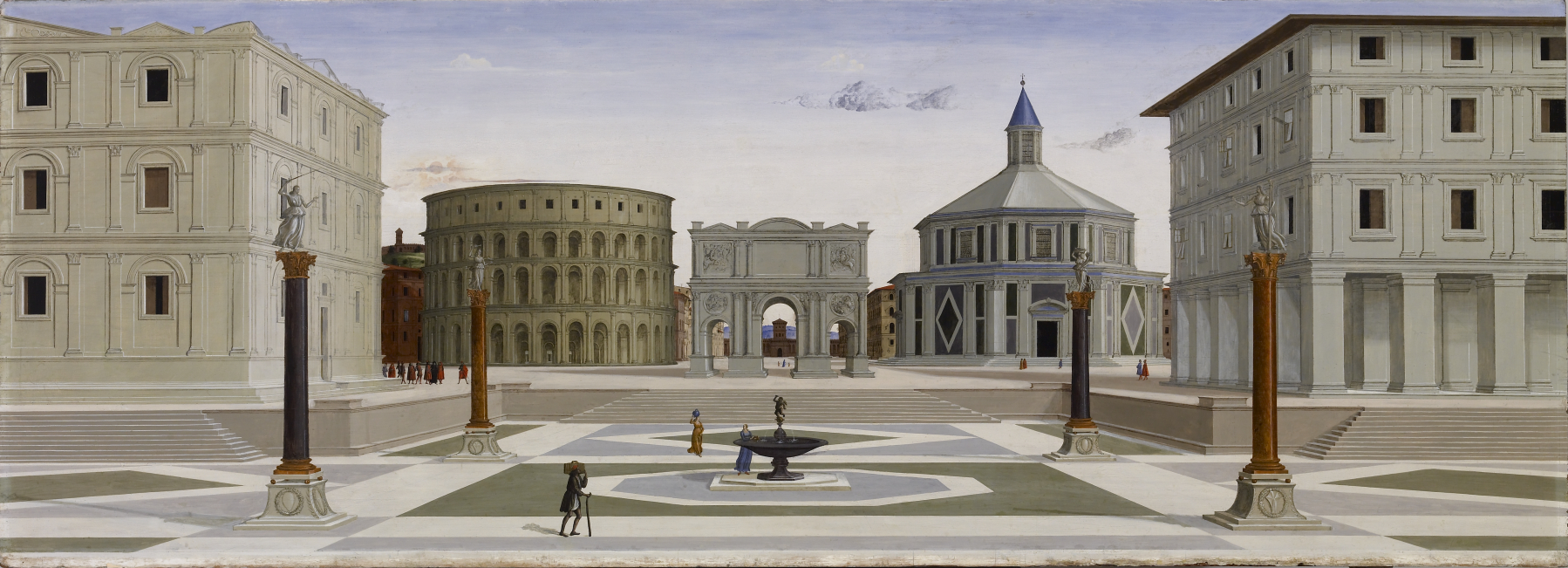
This painting by Fra Carneval, representing an ideal Roman city, was commissioned for the palace of Montefeltro. The Walters Art Museum.

- 롬바르디아 전쟁
- 우르비노 공작
- 콘도티에로
- 안토니오 다 몬테펠트로
- 시지스몬도 판돌포 말라테스타
- 신성 대화 (피에로 델라 프란체스카)

## 참고
- Burckhardt, Jacob (1860년). 《The Civilization of the Renaissance in Italy》.
- Franceschini, Gino (1970년). 《I Montefeltro》. 바레세.
- Rendina, Claudio (1994년). 《I capitani di ventura》. Netwon Compton, Rome.
- Tommasoli, Walter (1978년). 《La vita di Federico da Montefeltro》. 우르비노.

| 전임 오단토니오 | 우르비노 공작 1474년 - 1482년 | 후임 구이도발도 1세 |